# Yosuke Kobayashi
Yosuke Kobayashi (小林 陽介 Kobayashi Yōsuke?, nacido el 6 de mayo de 1983 en Itabashi, Tokio) es un exfutbolista japonés. Jugaba de delantero y su último club fue el Yokogawa Musashino de Japón.

## Trayectoria

### Clubes
| Club                | País  | Año         |
| ------------------- | ----- | ----------- |
| Urawa Reds          | Japón | 2002 - 2003 |
| Yokogawa Musashino  | Japón | 2004 - 2006 |
| Roasso Kumamoto     | Japón | 2007 - 2008 |
| Matsumoto Yamaga FC | Japón | 2009 - 2010 |
| Yokogawa Musashino  | Japón | 2011 - 2012 |

## Palmarés

### Títulos nacionales
| Título         | Club       | País  | Año  |
| -------------- | ---------- | ----- | ---- |
| Copa J. League | Urawa Reds | Japón | 2003 |